# 낙석

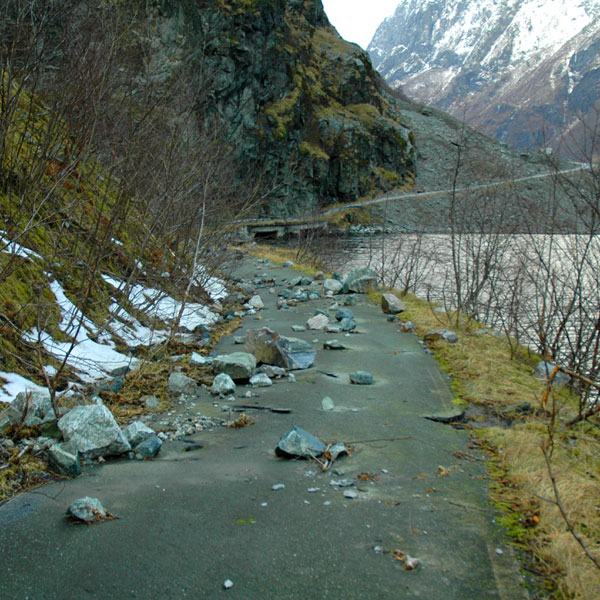
낙석이 일어난 현장의 모습.

낙석(落石)은 산의 경사면이나 절벽에서 돌이 떨어지는 것을 의미한다. 낙석은 다양한 요인에서 기인한다.

## 같이 보기
- 눈사태
- 지진
- 운동 에너지
- 산사태
- 위치 에너지